# Nososticta kalumburu
Nososticta kalumburu – gatunek ważki z rodziny pióronogowatych (Platycnemididae).